# Збірна Франції з хокею із шайбою
Збірна Франції з хокею із шайбою (фр. Équipe de France de hockey sur glace) — національна команда Франції з хокею із шайбою, що представляє країну на міжнародних змаганнях. Управління збірною здійснюється Французькою хокейною федерацію.
Збірна Франції перший міжнародний матч провела 4 березня 1905 року зі збірною Бельгії (0:3), на ЧС — 25 квітня 1920 року в Антверпені зі збірною Швеції (0:4). Збірна Франції — чемпіон Європи 1924, срібний призер ЧЄ 1923. Найкращий результат команди на ЧС — 6—7-е місця (1920), на зимових Олімпійських іграх — 11-е місце (1988). 
Станом на 2011 рік у світовому рейтингу ІІХФ збірна Франції займає 15-е місце.

## Результати

### Виступи на Олімпійських іграх
| - 1920 — 5-е місце - 1924 — 5-е місце - 1928 — 6-е місце - 1932 — не брала участі - 1936 — 9-е місце - 1948 — не кваліфікувалася - 1952 — не кваліфікувалася - 1956 — не кваліфікувалася - 1960 — не кваліфікувалася - 1964 — не кваліфікувалася - 1968 — 14-е місце |  | - 1972 — не кваліфікувалася - 1976 — не кваліфікувалася - 1980 — не кваліфікувалася - 1984 — не кваліфікувалася - 1988 — 11-е місце - 1992 — 8-е місце - 1994 — 10-е місце - 1998 — 11-е місце - 2002 — 14-е місце - 2006 — не кваліфікувалася - 2010 — не кваліфікувалася - 2014 — не кваліфікувалася |

### Виступи на чемпіонатах Європи
- 1910—1922 — не брала участі
- 1923 — срібний призер
- 1924 — чемпіон
- 1925 — не брала участі
- 1926 — 5-е місце
- 1927—1929 — не брала участі
- 1932 — 6-е місце

### Виступи на чемпіонатах світу
- 1930 — 6-е місце
- 1931 — 9-е місце
- 1933 — не брала участі
- 1934 — 11-е місце
- 1935 — 7-е місце
- 1937 — 7-е місце
- 1938—1949 — не брала участі
- 1950 — 9-е місце
- 1951 — 9-е місце
- 1952 — 15-е місце
- 1953 — 8-е місце
- 1955—1959 — не брала участі
- 1961 — 16-е місце
- 1962 — 11-е місце
- 1963 — 14-е місце
- 1964 — не брала участі
- 1965 — 17-е місце
- 1966 — 20-е місце
- 1967 — 20-е місце
- 1967 — 14-е місце
- 1969 — не брала участі
- 1970 — 16-е місце
- 1971 — 18-е місце
- 1972 — не брала участі
- 1973 — 20-е місце
- 1974 — 19-е місце
- 1975 — 19-е місце
- 1976 — 19-е місце
- 1977 — 21-е місце
- 1978 — 22-е місце
- 1979 — 21-е місце
- 1981 — 21-е місце
- 1982 — 20-е місце
- 1983 — 21-е місце
- 1985 — 17-е місце
- 1986 — 12-е місце
- 1987 — 12-е місце
- 1989 — 11-е місце
- 1990 — 12-е місце
- 1991 — 11-е місце
- 1992 — 11-е місце
- 1993 — 12-е місце
- 1994 — 10-е місце
- 1995 — 8-е місце
- 1996 — 11-е місце
- 1997 — 11-е місце
- 1998 — 13-е місце
- 1999 — 15-е місце
- 2000 — 15-е місце
- 2001 — 20-е місце
- 2002 — 19-е місце
- 2003 — 18-е місце
- 2004 — 16-е місце
- 2005 — 20-е місце
- 2006 — 20-е місце
- 2007 — 18-е місце
- 2008 — 14-е місце
- 2009 — 12-е місце
- 2010 — 14-е місце
- 2011 — 12-е місце
- 2012 — 9-е місце
- 2013 — 13-е місце
- 2014 — 8-е місце
- 2015 — 12-е місце
- 2016 — 14-е місце
- 2017 — 9-е місце
- 2018 — 12-е місце
- 2019 — 15-е місце
- 2022 — 12-е місце
- 2023 — 12-е місце
- 2024 — 14-е місце
- 2025 — 16-е місце

## Склад команди
Склад гравців на чемпіонаті світу 2015.
Станом на 17 травня 2015
Воротарі
| №  | Гравець       | Хват | Зріст  | Вага  | Дата народження | Команда         |
| -- | ------------- | ---- | ------ | ----- | --------------- | --------------- |
| 33 | Ронан Кеменер | Л    | 186 см | 86 кг | 13 лютого 1988  | Юкуріт Міккелі  |
| 39 | Крістобаль Юе | Л    | 183 см | 93 кг | 3 вересня 1975  | ХК Лозанна      |
| 49 | Флоріан Арді  | Л    | 190 см | 89 кг | 8 лютого 1985   | Ред Булл Мюнхен |

Захисники
| №  | Гравець               | Хват | Зріст  | Вага   | Дата народження   | Команда             |
| -- | --------------------- | ---- | ------ | ------ | ----------------- | ------------------- |
| 4  | Антонен Манавян       | П    | 191 см | 102 кг | 26 квітня 1987    | Руан Дрегонс        |
| 18 | Йоанн Овітю           | Л    | 183 см | 87 кг  | 27 липня 1989     | ГІФК Гельсінкі      |
| 26 | Бенжамен Д'єде-Фовель | Л    | 188 см | 96 кг  | 26 серпня 1986    | Айова Вайлд (АХЛ)   |
| 47 | Тедді Трабіше         | П    | 191 см | 102 кг | 10 березня 1987   | Гап Рапас           |
| 55 | Жонатан Жаній         | П    | 189 см | 83 кг  | 24 вересня 1987   | Руан Дрегонс        |
| 62 | Флоріан Шакіашвілі    | Л    | 186 см | 87 кг  | 18 березня 1982   | Бріансон Дябл Руж   |
| 74 | Ніколя Беш            | Л    | 179 см | 87 кг  | 25 жовтня 1984    | ГКС Тихи            |
| 84 | Кевен Екфей А         | П    | 181 см | 84 кг  | 20 листопада 1984 | СКЛ Лангнау Тайгерс |

Нападники
| №  | Гравець         | Хват | Зріст  | Вага  | Дата народження   | Команда               |
| -- | --------------- | ---- | ------ | ----- | ----------------- | --------------------- |
| 7  | Йорік Трей А    | П    | 190 см | 97 кг | 15 липня 1980     | Гренобль Брюле-де-Луп |
| 9  | Дам'єн Флері    | П    | 180 см | 84 кг | 1 лютого 1986     | Юргорден Стокгольм    |
| 10 | Лоран Меньє С   | П    | 181 см | 84 кг | 16 січня 1979     | Штраубінг Тайгерс     |
| 12 | Валентен Клеро  | П    | 180 см | 90 кг | 5 квітня 1991     | ЛеКі Лемпяяля         |
| 14 | Стефан Да Коста | П    | 181 см | 81 кг | 11 липня 1989     | ЦСКА Москва           |
| 21 | Антуан Руссель  | Л    | 183 см | 90 кг | 21 листопада 1989 | Даллас Старс          |
| 24 | Жюльєн Дерозьє  | Л    | 178 см | 83 кг | 14 жовтня 1980    | Руан Дрегонс          |
| 27 | Лоїк Лампер'є   | Л    | 178 см | 83 кг | 7 серпня 1989     | Руан Дрегонс          |
| 28 | Дам'єн Ро       | Л    | 178 см | 82 кг | 3 листопада 1984  | Бріансон Дябл Руж     |
| 71 | Антоні Гуттіг   | Л    | 186 см | 87 кг | 30 жовтня 1988    | Юкуріт Міккелі        |
| 77 | Саша Трей       | Л    | 194 см | 95 кг | 6 листопада 1987  | Штраубінг Тайгерс     |
| 80 | Тедді Да Коста  | П    | 180 см | 85 кг | 17 лютого 1986    | Пеліканс Лахті        |
| 81 | Антоні Реш      | Л    | 180 см | 87 кг | 9 липня 1992      | Діжон Дюк             |
| 82 | Шарль Бертран   | П    | 185 см | 92 кг | 5 лютого 1991     | Спорт Вааса           |

Тренерський штаб
| Функція              | Ім'я           | Громадянство | Дата народження |
| -------------------- | -------------- | ------------ | --------------- |
| Головний тренер      | Дейв Гендерсон | Франція      | 13 березня 1952 |
| Асистент тренера     | П'єр Пуссе     | Франція      | 27 лютого 1966  |
| Генеральний менеджер | Рено Жакен     | Франція      | 16 лютого 1973  |

## Відомі гравці
Найсильніші гравці Франції різних років: 
- воротарі: Філіпп Лефебюр, А. Куші, Даніель Марік;
- захисники: Р. Мюнті, Х. Хасслер, Жерар Сімон, Мішель Люссьє, Жан-Філіпп Лемуан;
- нападники: Леон Куалья, Марсіаль Кувер, Рауль Кувер, Жак Лакар'єр, П. Ляліберте, Філіпп Рей, Жан Вассьє, Гі Дюпюї, Андре Пелоффі, Франк Пажонковскі, Філіпп Бозон, Полен Бордело, Дерек Хаас.

## Капітани
Список капітанів збірної Франції.
- 1920 — 1928 : Альбер Де Рош
- 1930 — 1935 : Albert Hassler
- 1935 — 1938 : Жак Лакарр'єр
- 1950 — 1951 : Jacques De Mezières
- 1951 — 1955 : Поль Ревояз
- 1955 — 1965 : Calixte Pianfetti
- 1965 — 1967 : Філіпп Лакарр'єр
- 1967 — 1969 : Gilbert Itzicsohn
- 1969 — 1970 : Жерар Фокомпрез
- 1970 — 1976 : Gilbert Itzicsohn
- 1976 — 1979 : Жан Вассьє
- 1979 — 1981 : Ален Вінар
- 1981 — 1983 : Жан Ле Блон
- 1983 — 1984 : Андре Пелоффі і Мішель Люссьє
- 1984 — 1985 : Андре Пелоффі і Гі Дюпюї
- 1985 — 1988 : Андре Пелоффі
- 1988 — 1993 : Антуан Ріше
- 1993 — 1994 : Антуан Ріше і Дені Перез
- 1994 — 1996 : Антуан Ріше
- 1996 — 1999 : Жан-Філіпп Лемуан
- 1999 — 2004 : Арно Бріан
- 2004 — нині : Лоран Меньє